# Cyclogomphus gynostylus
Cyclogomphus gynostylus é uma espécie de libelinha da família Gomphidae.
É endémica do Sri Lanka.
Os seus habitats naturais são: rios, áreas de armazenamento de água e canais e fossos.
Está ameaçada por perda de habitat.